# Манякін Сергій Йосипович
Сергій Йосипович Манякін (7 листопада 1923, село Родниковське, тепер Арзгірського району Ставропольського краю, Росія — 4 січня 2010, місто Москва, тепер Росія) — радянський партійний діяч, голова Ставропольського крайвиконкому, 1-й секретар Омського обласного комітету КПРС, голова Комітету народного контролю СРСР. Член ЦК КПРС у 1961—1990 роках. Депутат Верховної Ради СРСР 6—11-го скликань. Народний депутат СРСР у 1989—1991 роках. Депутат Державної думи Російської Федерації 2-го скликання (у 1995—1999 роках). Герой Соціалістичної Праці (5.11.1983).

## Життєпис
Народився в селянській родині. Трудову діяльність розпочав у колгоспі.
З 1941 року — курсант Краснодарського артилерійського училища. У 1941—1942 року — червоноармієць 12-ї особливої артилерійської бригади Кримського фронту, учасник німецько-радянської війни. Був двічі поранений. У 1942—1943 роках перебував на лікуванні в тилових госпіталях; був комісований з армії через поранення.
У 1943—1944 роках — директор та вчитель семирічної школи Будьонновського району Ставропольського краю.
У 1944—1948 роках — студент Будьонновського сільськогосподарського інституту Ставропольського краю.
Член ВКП(б) з 1945 року.
У 1948—1955 роках — дільничний агроном, старший агроном, директор Трудової машинно-тракторної станції (МТС) Будьонновського району Ставропольського краю, директор Арзгірської МТС Арзгірського району Ставропольського краю. У 1955—1957 роках — голова колгоспу «Родина» Арзгірського району Ставропольського краю.
У 1957—1960 роках — завідувач сільськогосподарського відділу Ставропольського крайового комітету КПРС.
У 1960—1961 роках — голова виконавчого комітету Ставропольської крайової ради депутатів трудящих.
У 1961 році — інспектор ЦК КПРС.
16 серпня 1961 — січень 1963 року — 1-й секретар Омського обласного комітету КПРС. У січні 1963 — грудні 1964 року — 1-й секретар Омського сільського обласного комітету КПРС. У грудні 1964 — 6 березня 1987 року — 1-й секретар Омського обласного комітету КПРС.
Указом Президії Верховної Ради СРСР від 5 листопада 1983 року за заслуги перед комуністичною партією і Радянською державою та в зв'язку з шістдесятиліттям з дня народження першому секретарю Омського обкому КПРС Манякіну Сергію Йосиповичу присвоєно звання Героя Соціалістичної Праці з врученням ордена Леніна і золотої медалі «Серп і Молот».
27 лютого 1987 — 7 червня 1989 року — голова Комітету народного контролю СРСР.
У червні 1989 — серпні 1990 року — 1-й заступник голови Комітету партійного контролю КПРС.
З серпня 1990 року — персональний пенсіонер союзного значення в місті Москві.
У 1995—1999 роках — депутат Державної думи Федеральних зборів Російської Федерації.
Помер 4 січня 2010 року. Похований на Троєкуровському цвинтарі в Москві.

## Нагороди і звання
- Герой Соціалістичної Праці (5.11.1983)
- п'ять орденів Леніна (11.01.1957, 27.08.1971, 13.12.1972, 5.03.1980, 5.11.1983)
- орден Жовтневої Революції (6.11.1973)
- орден Трудового Червоного Прапора (22.03.1966)
- орден Вітчизняної війни І ст. (6.05.1965)
- орден Вітчизняної війни ІІ ст. (11.03.1985)
- медаль «За трудову доблесть» (25.12.1959)
- медалі
- Почесний громадянин міста Омська (5.11.1998)
- Почесний громадянин Арзгірського муніципального району (2010, посмертно)